# Elz (riacho)
Elz (alemão: Elzbach) é um riacho na região da Renânia-Palatinado, na Alemanha, sendo um afluente esquerdo do Rio Mosela. Ele nasce em Eifel, perto de Kelberg.
O Elz flui através de Monreal e além do Castelo de Eltz. Ele flui para o Mosela em Moselkern, no corpo administrativo de Treis-Karden.